# Integrált optika
A fotonikus integrált áramkör (PIC) vagy integrált optikai áramkör olyan mikrochip, amely két vagy több olyan fotonikus alkatrészt tartalmaz, amelyek működő áramkört alkotnak. Az alkotórészek érzékelik, előállítják, vezetik és feldolgozzák a fényjeleket. Az integrált optikai áramkörök fotonokkal (fényrészecskék) dolgoznak, míg az elektronikus integrált áramkörök elektronokkal. Az integrált optikai áramkörök az optikai hullámhosszakon dolgoznak, jellemzően a látható spektrumban, vagy a közeli infravörösben (850-1650 nm).
A kereskedelemben kapható integrált optikai áramkörök leginkább indium-foszfid (InP) alapra épülnek, amely lehetővé teszi különböző optikailag aktív és passzív funkciók integrálását ugyanazon a chipen. A fotonikus integrált áramkörök kezdetben az egyszerű 2 szekciós, elosztott Bragg reflektor (Distributed Bragg Reflector, DBR) lézerek voltak, amelyek két egymástól függetlenül vezérelt részből – egy erősítő és egy DBR tükör – álltak. Ez alapján a modern monolit, hangolható lézerek, széles spektrumon hangolható lézerek, külsőleg modulált lézer stb. integrált fotonikus áramkörnek számít. Az újabb eszközök, 2012-től már több száz funkciót integrálnak egyetlen chipbe. A Bell Laboratories úttörő munkát végzett ezen a területen. Az InP alapú fotonikus integrált áramkörök legjelentősebb akadémiai központjai a Kaliforniai Egyetem (Santa Barbara, USA), a német Eindhoveni Műszaki Egyetem és a holland Twente Egyetem.
Egy 2005-ben elért eredmény szerint bebizonyosodott, hogy a szilícium – habár közvetett sávszélességű anyag – mégis használható lézerfény előállítására a Raman nemlinearitáson keresztül. Az ilyen lézereket nem elektromosan, hanem optikailag pumpálják (gerjesztik), egy másik lézer fényével.

## Történet
A fotonika a fotonok észlelésének, létrehozásának és manipulációjának tudománya. A kvantummechanika és a hullám-részecske kettősség koncepciója szerint, amelyet először Albert Einstein javasolt 1905-ben, a fény elektromágneses hullámként és részecskeként is viselkedik. Az optikai szál, például, a benne létrejövő teljes visszaverődés révén lehetővé teszi, hogy hullámvezetőként működjön.
Az elektromos alkatrészeket használó integrált áramköröket először az 1940-es évek végén és az 1950-es évek elején fejlesztették ki, de 1958-ig tartott, mire kereskedelmi forgalomba kerültek. Amikor az 1960-as években feltalálták a lézert és a lézerdiódát, a „fotonika” kifejezést általában olyan esetekben használták, mikor a korábbi elektronikai alkalmazásokat fényt használatával váltották ki.
Az 1980-as évekre a fotonika az üvegszálas kommunikációban betöltött szerepe révén nyert teret. Az évtized elején a Delfti Műszaki Egyetem új kutatócsoportjának asszisztense, Meint Smit úttörő szerepet játszott az integrált fotonika területén. Az ő nevéhez fűződik az Arrayed Waveguide Grating (AWG) ez az internet és a telefonok modern digitális kapcsolatainak központi eleme. Smit számos díjat kapott, többek között ERC Advanced Grant-ot, Optoelectronics Rank Prize-t és LEOS Technical Achievement Awardot.
Mind Meint Smit, mind Ton Backx úttörő munkájának köszönhetően az elmúlt néhány évtizedben a holland integrált fotonikai ágazat előtérbe került. Backxet a Holland Oroszlán Rend lovagjává nevezték ki többek között az Eindhoveni Műszaki Egyetem Villamosmérnöki Tanszékének megreformálásában, valamint a Institute of Photonic Integration és a PhotonDelta megalapításában játszott szerepéért.
2022 októberében a koppenhágai Dán Műszaki Egyetemen végzett kísérlet során egy fotonikus chip másodpercenként 1,84 petabit adatot továbbított egy több mint 7,9 kilométer hosszú optikai kábelen . Először az adatfolyamot 37 részre osztották, amelyek mindegyikét az optikai kábel külön üvegszálán továbbították. Ezután ezen csatornák mindegyikét 223 részre osztva, a spektrumban egyenlő távolságra lévő hullámhosszú fényeket használtak bennük az adattovábbításra.

## Összehasonlítás az elektronikus integrált áramkörökkel
Ellentétben az integrált elektronikus áramkörökkel, ahol a szilícium a domináns anyag, a fotonikus integrált áramkörök többféle anyagokból készültek, beleértve az elektro-optikai kristályokat (például lítium-niobát, szilícium-dioxid/szilícium, szilícium a szigetelőn valamint különféle polimereket és félvezető anyagokat, amelyeket használnak félvezető lézerek, például GaAs és InP készítésére. Ezek mindegyike más-más előnyőkkel és korláttal jár, az integrálandó funkciótól függően. Például a kvarc (szilícium-dioxid) alapú PIC-k nagyon előnyös tulajdonságokkal rendelkeznek az olyan passzív fotonikus áramkörökben, mint az AWG-k (lásd lentebb), mert viszonylag kicsi rajtuk a veszteség és működésük kevésbé érzékeny a hőmérsékletre. A GaAs vagy InP alapú PIC-k lehetővé teszik rajtuk a fényforrások létrehozását. A szilícium alapú PIC-eken összeépíthető a fotonika és az elektronikus tranzisztorokból álló elektronika.
A PIC-ek gyártási technikái hasonlóak az elektronikus integrált áramkörökben használtakhoz, szintén fotolitográfiát használnak az alaplapkák felületének megmunkálására, maratáshoz és rajtuk anyagleválasztáshoz. De ellentétben az elektronikával (ahol az elsődleges eszköz a tranzisztor) a PIC-ekben nincs egyetlen domináns eszköz, ezek lehetnek, többek között kis veszteségű, összekötő hullámvezetők, teljesítményosztók, optikai erősítők, optikai modulátorok és szűrők, lézerek, detektorok. Ezek az eszközök sokféle anyagot és gyártási technikát igényelnek, ami megnehezíti azt, hogy mindegyiküket ugyanazon az egyetlen lapkán (chipen) hozzák létre.

## Példák fotonikus integrált áramkörökre
A fotonikus integrált áramkörök leggyakoribb alkalmazása az optikai kommunikáció területén található, kisebb hányadban másutt, például, az orvosbiológiai és a fotonikus számítástechnikában is találkozhatunk velük.
A hullámhosszosztásos multiplex (Wavelength Division Multiplexed, WDM) száloptikai kommunikációs rendszerekben optikai (de)multiplexerként általánosan használt rácsos hullámvezető (Arrayed Waveguide Grating, AWG) egy jó példa egy olyan fotonikus integrált áramkörre, amely felváltotta a korábbi multiplexelési módokat, amelyek több diszkrét szűrőelemet használtak. Mivel az optikai módok szétválasztása szükséges a kvantumszámítógépekhez, ez a technológia hasznos lehet ezek miniatürizálásához.
Egy másik példa a fotonikus integrált chipre, amelyet ma széles körben használnak az üvegszálas kommunikációs rendszerekben, a külsőleg modulált lézer (Externally Modulated Laser, EML), amely egy elosztott visszacsatolású lézerdiódát kombinál egy elektro-abszorpciós modulátorral egyetlen InP alapú chipen.

## Alkalmazások
A globális adatforgalom növekedésével egyre nőtt a gyorsabb hálózatok iránti kereslet. Ugyanakkor egyre innovatívabb alkalmazások jelennek meg a piacon az érzékelőtechnológia területén, mint például a Lidar (Light detection and ranging) az önvezető járművekben.

### Adat- és telekommunikáció
A PIC-k elsődleges alkalmazása az üvegszálas kommunikáció területén található. A tömbös hullámvezető rács (AWG), amelyet általában optikai (de)multiplexerként használnak hullámhosszosztásos multiplex (WDM) száloptikai kommunikációs rendszerekben fotonikus integrált áramkör. A száloptikai kommunikációs rendszerek másik példája a külsőleg modulált lézer (EML), amely az elosztott visszacsatolású lézerdiódát egy elektro-abszorpciós modulátorral kombinálja.
A PIC-k a sávszélességet és az adatátviteli sebességet is növelhetik a többmódusú optikai síkhullámvezetők alkalmazásával. Különösen, ha a hagyományos egy módusú hullámvezetőből érkező fény a többmódusú síkhullámvezetőkben, szelektíven gerjesztett kívánt módusokká alakítható. Például egy kétirányú térbeli mód szeletelő és kombináló segítségével elérhetjük a kívánt magasabb vagy alacsonyabb rendű módusokat. 
A PIC-k nemcsak a sávszélességet és az adatátviteli sebességet növelhetik, hanem csökkenthetik az energiafogyasztást az adatközpontokban, amelyekben a felhasznált energia jó részét a szerverek hűtésére fordítják (az elektronikai eszközök az általuk felhasznált energia jelentős részét hővé alakítják, amit az optimális működésük fenntartásához el kell távolítani belőlük).

### Egészségügy és orvostudomány
A fejlett bioszenzorok felhasználásával és megfizethetőbb diagnosztikai orvosbiológiai műszerekkel az integrált fotonikai eszközök megnyitják a kaput a lab-on-a-chip (LOC) technológia előtt. Ezzel csökken a várakozási időt és a diagnózisokhoz szükséges vizsgálatokat már nem csak laboratóriumokban lehet elvégezni, hanem hordozható eszközökkel, helyben, azonnal. Erre példa a SurfiX Diagnostics ultraérzékeny fotonikus bioszenzoron alapuló diagnosztikai platformja, amely különféle helyszíni tesztek elvégzésére kínál lehetőséget. Hasonlóan jó példa az Amazec Photonics által kifejlesztett, fotonikus chipel ellátott optikai szálas érzékelő technológia, amely nagy érzékenységű (0,1 milliKelvinnél is pontosabb) hőmérséklet-érzékelést tesz lehetővé anélkül, hogy ehhez bármiféle érzékelőt kellene bejuttatni a testbe. Ily módon, a testen kívülről mérhető a keringő vér mennyisége (perctérfogat) az általa okozott hőmérséklet változás segítségével. 

### Autóipari és mérnöki alkalmazások
A PIC-ek olyan érzékelőrendszerekben is alkalmazhatók, mint a Lidar a járművek környezetének figyelésére. Autóba is beépíthető a Li-Fi-n keresztül, amely hasonló a WiFi-hez, de adattovábbításra fényt használ. Ez a technológia megkönnyíti a kommunikációt a járművek és a városi infrastruktúra között a vezető biztonságának javítása érdekében. Például néhány modern jármű felismeri és érti a közlekedési táblákat, és például emlékezteti a vezetőt a sebességkorlátozásra.
Műszaki szempontból a száloptikai érzékelők különböző mennyiségek, például nyomás, hőmérséklet, rezgések, gyorsulások és mechanikai igénybevételek érzékelésére is használhatók. A PhotonFirst érzékelési technológiája integrált optikát használ a repülőgépek alakváltozásai (deformálódása), az elektromos járművek akkumulátorának hőmérsékletének mérésére.

### Mezőgazdaság és élelmiszerek
Az érzékelők szerepet játszanak a mezőgazdaság és az élelmiszeripar innovációiban a fel nem használt étel mennyiségének csökkentése és a betegségek kimutatása érdekében. A PIC-k által működtetett fényérzékelő technológia az emberi szem által nem érzékelhető változókat is képes mérni, lehetővé téve az élelmiszer-ellátási lánc számára a betegségek, az érettség és a tápanyagtartalom észlelését-ellenőrzését a gyümölcsökben és növényekben. Segíthet az élelmiszer-előállítóknak a talaj minőségének és a növények növekedésének vizsgálatában, valamint széndioxid-kibocsátás mérésében is. A MantiSpectra által kifejlesztett új, miniatürizált, közeli infravörös érzékelő annyira kicsi, hogy elfér egy okostelefonban is és például a tej elemzésére, vagy műanyagok kimutatására használható.

## Gyártási típusok és anyagok
A gyártási technikák hasonlóak az elektronikus integrált áramkörökben használtakhoz, a fotolitográfiát használják lapkák felületének megmunkálására illetve azokra anyagok lerakáshoz (bevonatok kialakításához).
A legsokoldalúbbnak tartott platformok az indium-foszfid (InP) és a szilícium-fotonika (SiPh):
- Az indium-foszfid (InP) PIC-k aktív elemekként használhatók, például lézerfény-forrásként, fényerősítőként, vezérléshez és detektáláshoz. Ideális komponensek a kommunikációs és érzékelési alkalmazásokhoz.
- A szilícium-nitrid (SiN) fotonikai áramkörök hullámvezetői széles spektrumtartománnyal és rendkívül alacsony veszteséggel rendelkeznek. Emiatt kiválóan alkalmasak detektorokhoz, spektrométerekhez, bioszenzorokhoz és kvantumszámítógépekhez. A legkisebb terjedési veszteséget SiN-ben (0,1 dB/m) a LioniX International TriPleX hullámvezetői érték el.
- A szilícium-fotonika (SiPh) PIC-ek passzív alkatrészekhez jók. Alacsony veszteséget biztosítanak, ezért jól használhatók például hullámvezetőkként és kisméretű fotonikus áramkörökben is. Gyártástechnológiájuk (a hasonló anyag miatt) kompatibilis az elektronikai alkatrészek előállításánál alkalmazott technológiával.

A "szilícium fotonika" kifejezés valójában a technológiára utal, nem pedig az anyagra. Egyesíti a nagy sűrűségű, fotonikus integrált áramköröket (PIC) a komplementer fém-oxid félvezető (CMOS) elektronikai gyártással. A technológiailag leginkább kiforrott és kereskedelemben leggyakrabban a "szilícium a szigetelőn" (Silicon on Insulator, SOI) megoldású eszközökkel találkozhatunk.
Egyéb alaplapka fajták:
- A lítium-niobát (LiNbO3) ideális modulátor az alacsony veszteségű üzemmódhoz. Alacsony törésmutatójának és annak köszönhetően, hogy széles hullámhossztartományon átlátszó rendkívül hatékony az optikai szálak bemenethez – kimenethez illesztéséhez. Bonyolultabb PIC-k esetén a lítium-niobát nagy kristályokká alakítható. Az ELENA projekt részeként létezik egy európai kezdeményezés a LiNbO3-PIC termelésének ösztönzésére. Kísérletek folynak a lítium-niobát szigetelőn (Lithium Niobate on Insulator, LNOI) kifejlesztésére is.
- A szilícium-dioxid kis súlyú és vékony rétegben alkalmazható (small form factor). Az optikai kommunikációs hálózatok, például a síkhullámvezetők-áramkörök (Planar Lightwave Circuit, PLC) gyakori összetevője.
- A gallium-arzenid (GaAS) nagy elektronmobilitású, benne gyorsan mozognak az elektronok. Ezért a GaAS tranzisztorok nagy sebességgel működnek, ezzel ideális analóg integrált áramköri vezérlők a nagy sebességű lézerekhez és modulátorokhoz.

A különböző chiptípusok (beleértve a meglévő elektronikus chipeket) hibrid vagy heterogén integrációban történő kombinálásával és konfigurálásával lehetőség nyílik az előnyös tulajdonságaik kihasználására. Az integráció ezen kiegészítő megközelítése egyben energetikailag hatékonyabb megoldásokat ad.

## Fejlesztők
A köz- és magánszféra közötti partnerségek, mint például Európában a PhotonDelta és az American Institute for Manufacturing Integrated Photonics az USA-ban, szintén végponttól végpontig terjedő ellátási láncokat és kapcsolati rendszereket biztosítanak, hogy ezzel segítsék az integrált fotonika területén dolgozó vállalatok beindítását és fejlesztését.

## Jelenlegi állapot
2010-től a fotonikus integráció aktív téma volt az Egyesült Államok védelmi szerződéseiben. Az Optical Internetworking Forum felvette a 100 gigahertzes optikai hálózati szabványokba.

## Fordítás
Ez a szócikk részben vagy egészben  a   Photonic integrated circuit című angol Wikipédia-szócikk ezen változatának fordításán alapul.  Az eredeti cikk szerkesztőit annak laptörténete sorolja fel. Ez a jelzés csupán a megfogalmazás eredetét és a szerzői jogokat jelzi, nem szolgál a cikkben szereplő információk forrásmegjelöléseként.